# Nationalpark Hohe Tauern
Der Nationalpark Hohe Tauern ist der größte Nationalpark Österreichs und der Alpen sowie eines der größten Schutzgebiete im mitteleuropäischen Raum. Er umfasst weite Teile des zentralalpinen Hauptkammes der Ostalpen Österreichs im Bereich der Hohen Tauern zwischen den Quellen der Isel, Möll, Mur und Salzach und erstreckt sich über 100 km von Ost nach West sowie über 40 km von Nord nach Süd. Er hat bei einer Fläche von über 1800 km² Anteil an den österreichischen Bundesländern Salzburg, Tirol und Kärnten. Das Dreiländereck liegt auf dem Eiskögele.
Charakteristisch für den Nationalpark Hohe Tauern sind ausgedehnte Gletscherfelder (rund 130 km²), eiszeitlich geformte Täler mit imposanten Talschlüssen, mächtige Schwemm- und Murenkegel, alpine Gras- und Strauchheiden sowie ausgedehnte Wälder mit Lärchen, Fichten und Zirbelkiefern.
Der Nationalpark Hohe Tauern besteht seit 1981 und ist damit der zeitlich ersterrichtete Nationalpark in Österreich. Es gibt in den drei Bundesländern einige Bildungseinrichtungen, in denen ein erster Einblick zum Nationalpark Hohe Tauern gegeben wird.

## Das Nationalparkgebiet

### Die Nationalparkgemeinden und Grundeigentümer
Das Gebiet liegt:
- im Bundesland Salzburg in den Gemeinden Krimml, Wald im Pinzgau, Neukirchen, Bramberg, Hollersbach im Pinzgau, Mittersill, Stuhlfelden, Uttendorf, Kaprun, Fusch, Rauris, Bad Gastein, Hüttschlag und Muhr,
- im Bundesland Tirol in Dölsach, Hopfgarten in Defereggen, Iselsberg-Stronach, Kals am Großglockner, Matrei in Osttirol, Nußdorf-Debant, Prägraten am Großvenediger, Sankt Jakob in Defereggen, Sankt Veit in Defereggen, Virgen (alle in Osttirol) und
- im Bundesland Kärnten in den Gemeinden Heiligenblut am Großglockner, Großkirchheim, Mörtschach, Winklern, Mallnitz, Obervellach und Malta.[1]

Insgesamt gab es im Nationalpark seit den Anfängen um die 1000 verschiedene Grundbesitzer. Größter Besitzer ist der Österreichische Alpenverein (ÖAV), der schon seit dem Ersten Weltkrieg Gründe erwirbt, und dem heute mit 333 km² etwa ein Viertel der Fläche gehören. Der andere Pionier, der Verein Naturschutzpark, verkaufte seine Gründe von 3,5 km² im Jahr 2016 dem Land Salzburg. Der andere große Einzel-Eigentümer ist die Republik Österreich, die Österreichischen Bundesforste (ÖBF) verwalten über 20 km², aber der Anteil der öffentlichen Hand ist vergleichsweise gering. Ein Gutteil der kleineren Besitzer sind die Bauernfamilien der Region, denen zusammen etwa zwei Drittel des Schutzgebiets gehören. 110 wirtschaftende Landwirte sind in der Schutzgemeinschaft der Grundbesitzer im Nationalpark Hohe Tauern organisiert. Diese Besitzkonstellation, dass der Gutteil einem Bergverein und aktiven Landwirten gehört, ist für einen Nationalpark eine Besonderheit.

### Naturräume

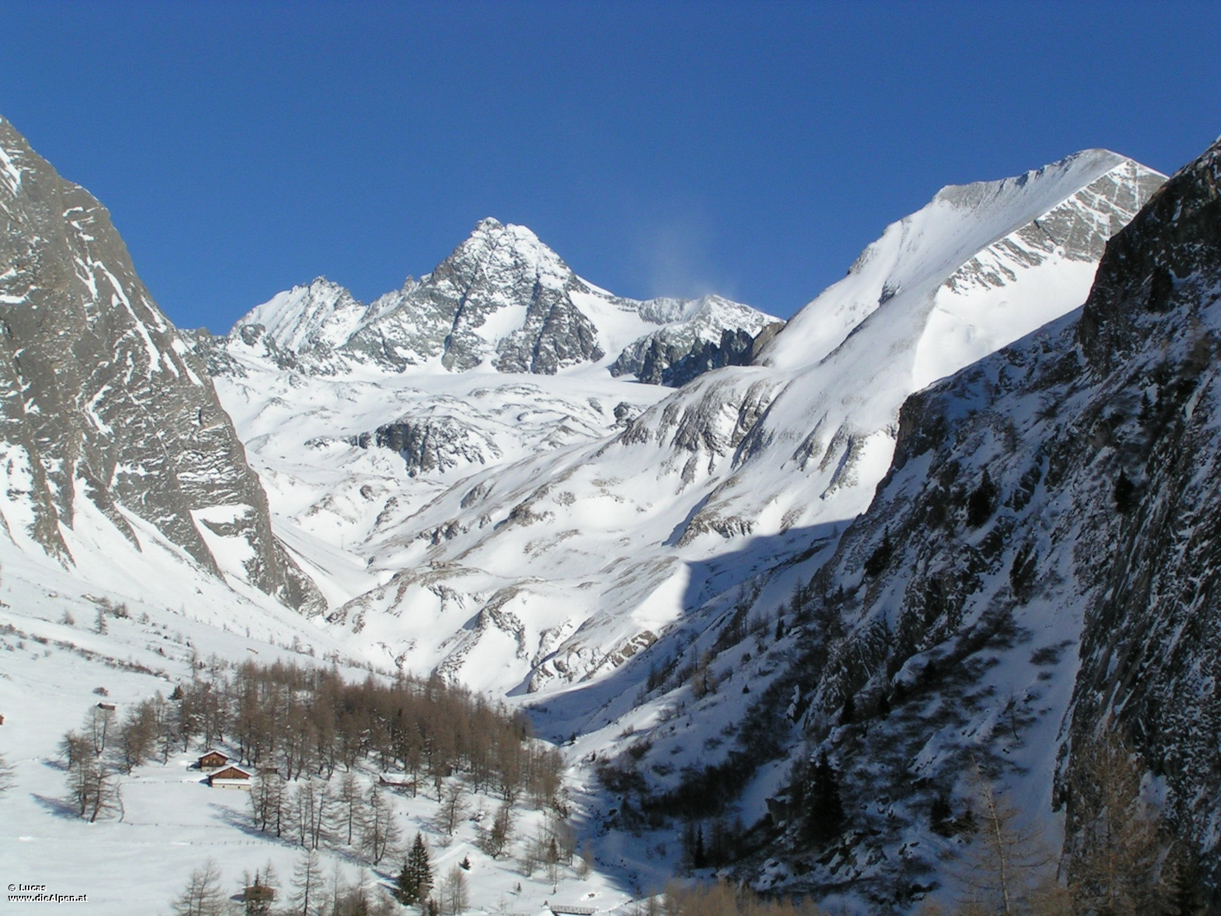
Großglockner von Kals (Süden) gesehen

Einige der höchsten Gipfel Österreichs, Großglockner (3798 m ü. A.) und Großvenediger (3657 m), liegen in der Kernzone, in der dem Naturschutz absoluter Vorrang gegeben wird (IUCN-Kategorie II). Die Außenzone des Nationalparks Hohe Tauern ist durch jahrhundertelanges Wirken des Menschen geprägt und zeichnet sich durch artenreiche Alm- und Bergwiesen mit charakteristischer Alminfrastruktur (traditionelle Bauweisen von Almgebäuden, Holzzäunen, Steinmauern u. a.) und sakralen Kleinoden aus (IUCN-Kategorie V). Das zentrale Schutzgebiet (Kernzone) ist ein Refugium für zahllose Tier- und Pflanzenarten. Der Nationalpark sorgt auch dafür, dass sich die Populationen vom Aussterben bedrohter Tierarten wieder erholen.
|          | Kernzone | Außenzone | Gesamt |
| -------- | -------- | --------- | ------ |
| Salzburg | 538      | 267       | 805    |
| Kärnten  | 327      | 113       | 440    |
| Tirol    | 347      | 264       | 611    |
| Gesamt   | 1.212    | 644       | 1.856  |

Kärnten: inkl. Erweiterungsgebiete Obervellach und Fleißtäler
Quelle: Basisdaten zum Nationalpark Hohe Tauern
Über Kern- und Außenzone hinaus sind in Kärnten zwei, in Salzburg drei Gebiete als Sonderschutzgebiet unter speziellen Schutz gestellt. 67,28 km² der Kernzone in Salzburg gehören zu den von der European Wilderness Society zertifizierten Wilderness-Gebieten. Im August 2019 wurde dieses Gebiet (Sulzbachtäler) von der Weltnaturschutzunion (IUCN) als zweites Gebiet in Österreich (nach dem Wildnisgebiet Dürrenstein) in die Kategorie Ib – Wilderness Area eingestuft.
35 % des Parks sind Almen- und Kulturlandschaftsgebiet.
Es gibt

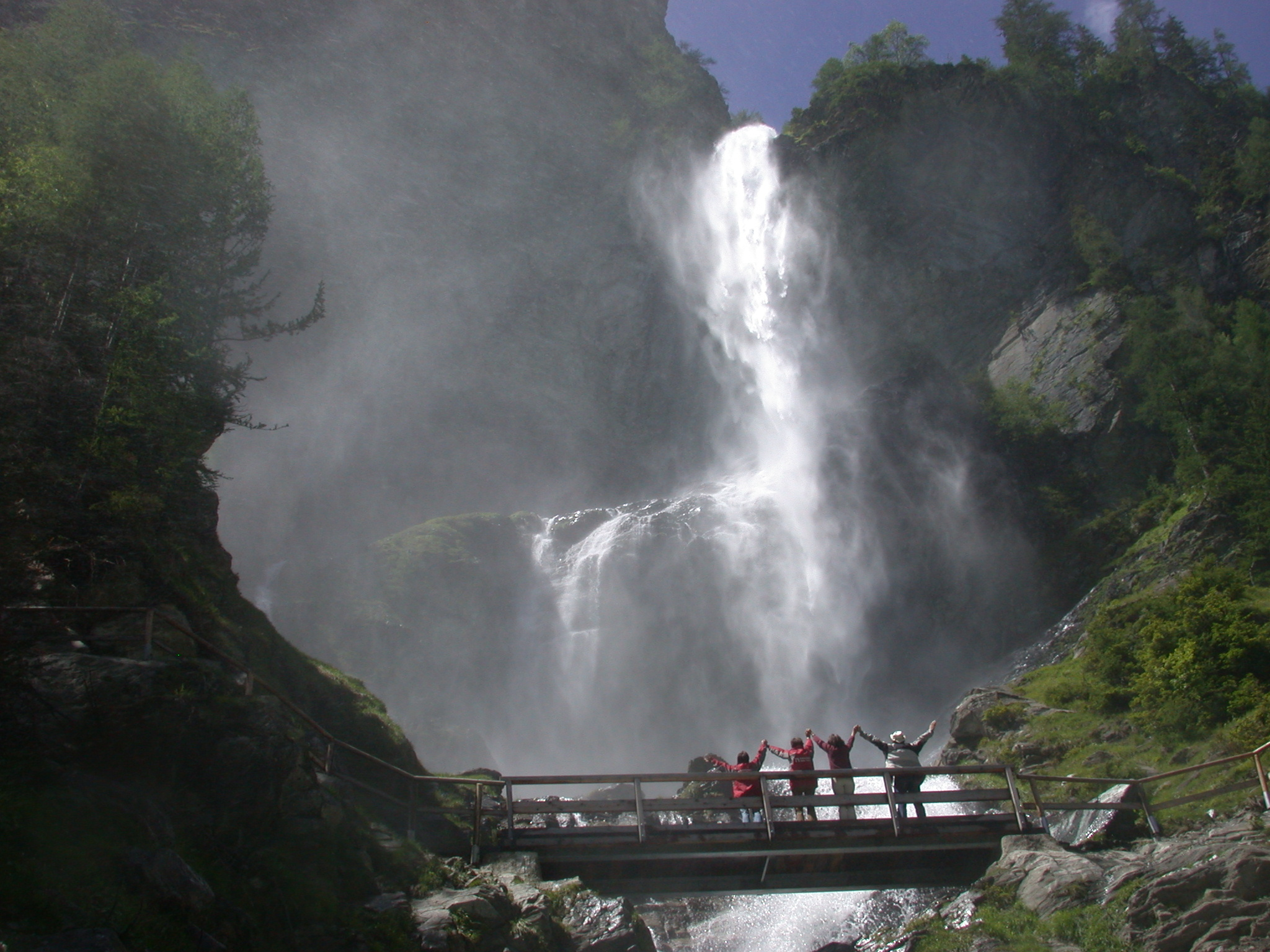
Jungfernsprung im Mölltal

| - über 300 Berggipfel mit über 3.000 m Seehöhe - 342 Gletscher mit einer Gesamtfläche von 155 km² - 279 naturbelassene Gebirgsbäche, davon 57 Gletscherbäche - 26 bedeutende Wasserfälle (unzählige kleinere Wasserfälle) - 551 Bergseen zwischen 35 m² und 27 ha - 766 Moore |

Bekannte Sehenswürdigkeiten des Nationalparks sind die Krimmler Wasserfälle, die Umbalfälle, der Gletscherweg Innergschlöß (Matrei in Osttirol) und die Franz-Josefs-Höhe am Großglockner. An mehreren Orten sind auch Blicke in das geologisch interessante Tauernfenster möglich.
Der Nationalpark ist durch einen der meistbefahrenen Übergänge der Alpen erschlossen, die Großglockner-Hochalpenstraße, die das Gebiet vollständig durchquert und auch zerteilt. Er enthält einige der meistbestiegenen Berge der österreichischen Alpen und ist von Gebieten intensivster touristischer Nutzung (Ski amadé, Zell am See–Kaprun) umgeben. Das macht den Nationalpark zu einem weltweit beachteten Experiment der Integration von Anliegen des Naturschutzes und der Nutzung als Erholungsraum, in der ökologischen Zielsetzungen und ökonomischer Basis gleichermaßen nachgekommen wird.
Dadurch ist der Nationalpark sowohl im Bewusstsein der ansässigen Bevölkerung wie auch der inländischen und ausländischen Besucher verankert: Das entspricht den Vorstellungen moderner Schutzkonzepte, wie das etwa die Weltnaturschutzunion bei der Klassifizierung ausdrücklich gewürdigt hat.

### Flora und Fauna

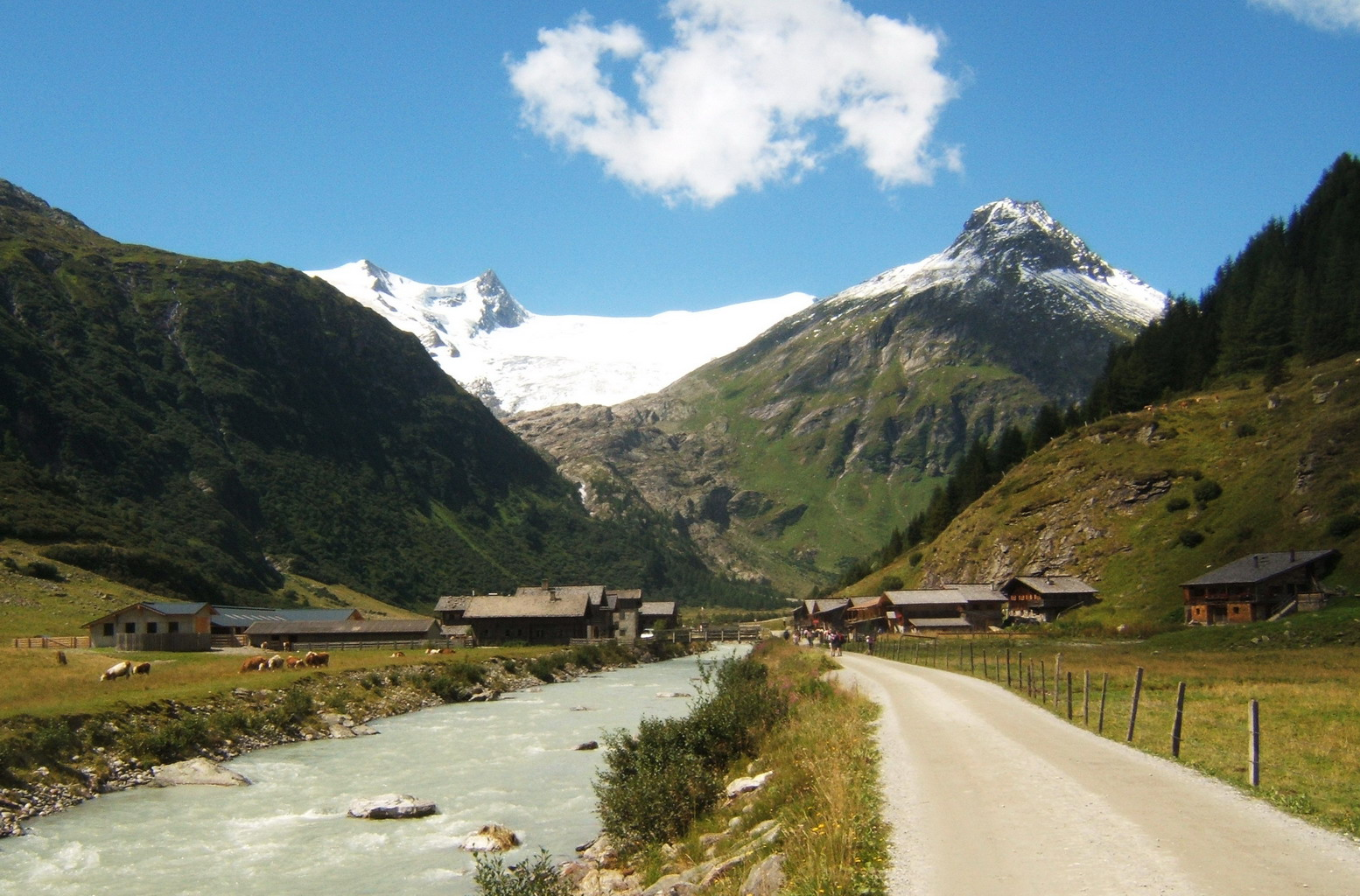
Innergschlöss: Almwirtschaft im Talboden, Bergwälder, alpine Matten und in den Gipfelregionen die Gletscher der Venedigergruppe

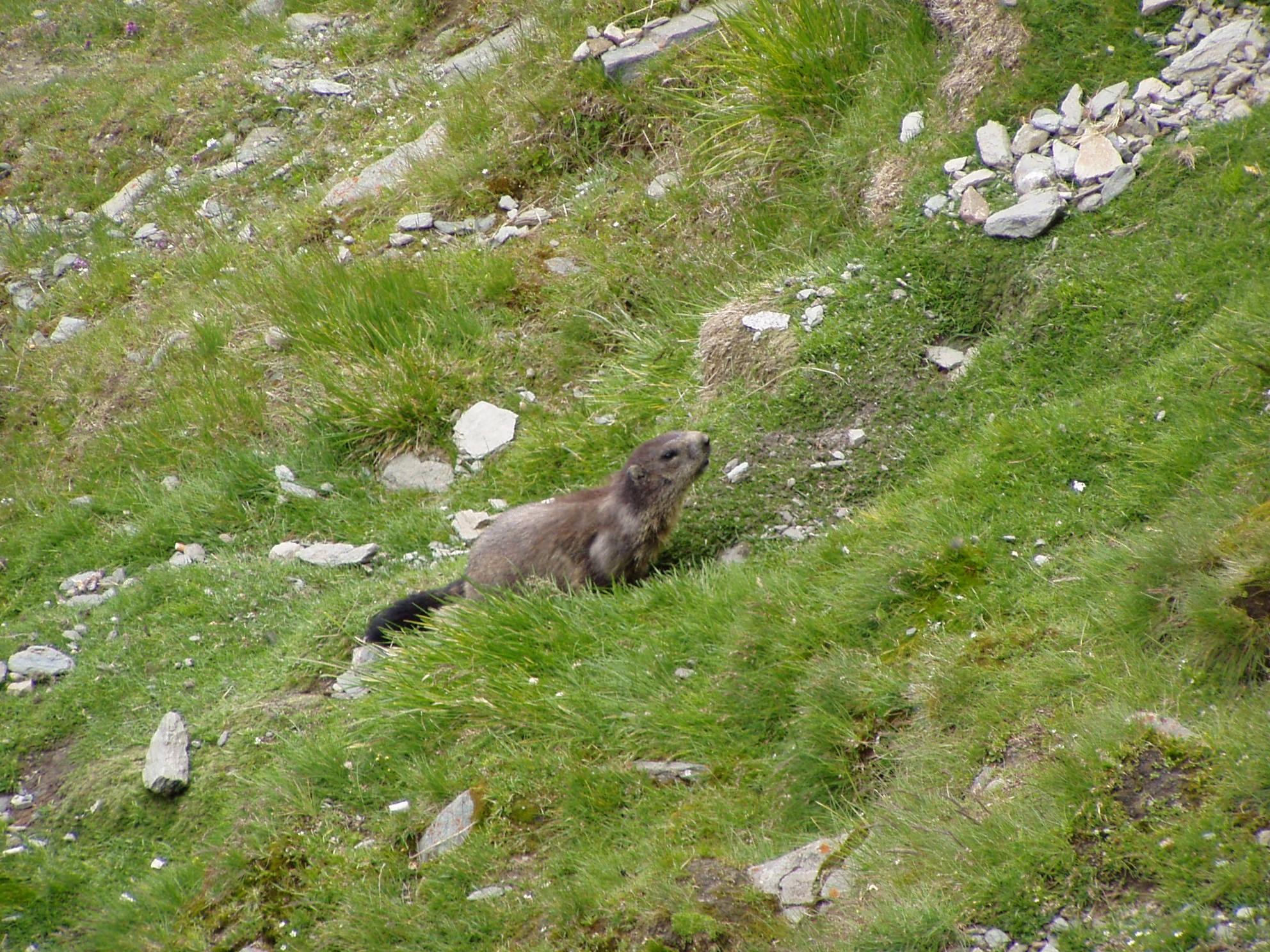
Murmeltier in der Glocknergruppe

Flora und Fauna dieses Nationalparks gelten als besonders vielfältig, da dort durch die großen Höhenunterschiede und die Lage am Alpenhauptkamm verschiedene klimatische Bedingungen auf engem Raum zusammentreffen. So unterscheiden sich beispielsweise die Lebensgesellschaften der Nord- und Südseite der Hohen Tauern deutlich: Die klimatisch begünstigte und stärker besonnte Südseite weist einige wärmeliebende Arten auf, die an der Nordseite nicht vorkommen, zudem liegen die Höhenstufen im Süden deutlich höher als im Norden. Durchschnittlich ist die Baumgrenze in den Hohen Tauern auf etwa 2000 m – 2200 m zu finden, kann aber an sonnigen Hängen der Südseite bis 2400 m reichen. Diese Höhenlage ist jedoch auf umfangreiche Rodungen der Zirbenwälder für die Gewinnung von Bauholz und Weideland zurückzuführen, die natürliche Baumgrenze würde 200 bis 300 Meter höher liegen. Die gerodeten, aber einstmals bewaldeten Gebiete werden heute von Zwergstrauchheiden, insbesondere von Alpenrosen bedeckt. Auch heute wird im Nationalpark noch Weidewirtschaft betrieben. Ab etwa 2800 m beginnt die Nivalstufe.
Der Nationalpark Hohe Tauern beherbergt ein Drittel aller in Österreich vorkommenden Pflanzenarten; an die 10.000 Tierarten sind im Nationalpark heimisch, dies trotz extremer Bedingungen mit einem Winter, der bis acht Monate dauern kann, verbunden mit extrem kurzen Frühlings- und Herbstzeiten. Aufgrund der Größe des Nationalparks ist nahezu die gesamte Alpenflora und -fauna vertreten, er enthält eine Reihe von österreichweit einzigartigen Biotoptypen.
An größeren Tieren sind die Gämse, der Alpensteinbock, der Gänsegeier, dessen einziges (Zug-)Vorkommen im gesamten Alpenraum sich im Nationalpark befindet, der Bartgeier, der seit 1986 im Naturschutzgebiet wieder angesiedelt wurde, und der Steinadler hervorzuheben.
Der Braunbär ist seit Mitte des 19. Jahrhunderts in den Hohen Tauern ausgerottet.
Auch der Wolf, der bis in das 17. Jahrhundert in den Hohen Tauern weit verbreitet war, verschwand gegen Ende des 19. Jahrhunderts.
Das Murmeltier wurde ebenfalls um 1800 in den Hohen Tauern sehr selten – das Murmeltierfett war wichtiger Bestandteil von Arzneien –, aber im 20. Jahrhundert wieder angesiedelt und ist jetzt sehr häufig.
Der Rothirsch ist heute im Winter zum Teil von der Fütterung durch den Menschen abhängig, da Winterreviere in den Tallagen durch Zersiedelung und intensive Landwirtschaft zerstört wurden. Aufgrund der harten Lebensumstände wird der Hirsch dort nicht so groß wie in Tieflagen, er trägt auch ein kleineres Geweih. Durch überhöhte Tierbestände in den Bergwäldern kam es zunehmend auch zu Verbissschäden.
Ein bedeutendes botanisches Refugium ist das Sonderschutzgebiet Gamsgrube unterhalb des Fuscherkarkopfs. Dort bildete sich durch Windverfrachtung von Kalkglimmerschiefer von den umliegenden Gipfeln eine Flugsandsteppe  mit bis zu drei Meter hohen Sandansammlungen, wie sie außerhalb der Arktis kaum mehr vorkommt. Dort wächst auch der Rudolph-Steinbrech, der in den Hohen Tauern endemisch ist und auch das Edelweiß ist dort zu finden.

### Europaschutzgebiet Hohe Tauern und andere Schutzgebiete im Nationalpark
Den Nationalpark umfasst auch das Europaschutzgebiet Hohe Tauern: Damit sind etwa 171.000 ha gemäß FFH-Richtlinie (SCI) und Vogelschutz-Richtlinie (SPA) ausgewiesen. Im Kärntner Anteil umfasst das nur die NP-Kernzone, sonst auch die Außenzone, in allen drei Ländern auch darüber hinausgehende Areale. Teilgebiete: Kärnten (33.447 ha – Flächen nicht deckungsgleich: 29.496 ha FFH, 29.925 ha VS; 61 % im NP; GGB AT2101000/BSG AT2129000), Salzburg (108.400 ha, 74 % im NP; GGB+BSG AT3210001/NP 00001) und Tirol (183.637 ha, 33 % im NP; GGB+BSG AT3301000). Sie umfassen insgesamt 64 Schutzgüter europäischer Bedeutung, das sind 30 Lebensraumtypen (Anh.I FFH), davon 8 prioritär, 14 Tier- und Pflanzenarten (Anh.II FFH) und 20 Vogelarten (Anh.I VS).
Parallel ist auch ein Important Bird Area Nationalpark Hohe Tauern ausgewiesen (178.700 ha, IBA AT039).
Das östliche Ende des Salzburger Teiles gehört schon zum Gebiet des Biosphärenparks Salzburger Langau und Kärntner Nockberge.
| Eingelagert in das Nationalparkgebiet sind folgende Schutzgebiete: - Vogelschutzgebiet und Naturdenkmal Stappitzer See und Umgebung (BSG AT2107000/Ndm: Sp 29) im Seebachtal bei Mallnitz (Kärnten) - Naturwaldreservat und Naturdenkmal Vorderweißtürchelwald (NDM00241) im Raurisertal (Salzburg) - Naturwaldreservat und Geschützter Landschaftsteil Prossauwald (GLT00080) in Gastein (Salzburg) - Naturdenkmal mit Europadiplom Krimmler Wasserfälle (NDM00067), im Oberpinzgau bei Krimml (Salzburg) - Sonderschutzgebiet Gamsgrube (Nr. 1, Kärnten) - Sonderschutzgebiet Großglockner–Pasterze (Nr. 2, Kärnten) - Sonderschutzgebiet Inneres Untersulzbachtal (2.655,00 ha; SSG 00003, Salzburg) - Sonderschutzgebiet Piffkar an der Glocknerstraße (472,43 ha; SSG 00001, Salzburg) - Sonderschutzgebiet Wandl (13,14 ha; SSG 00002) bei Rauris-Bucheben (Salzburg) - Naturdenkmal Gamseckfall (NDM00203) im Obersulzbachtal (Salzburg) - Naturdenkmal Gletschertöpfe auf der Poschalm (NDM00200) im Obersulzbachtal (Salzburg) - Naturdenkmal Gößnitzfall (Sp 26, Kärnten) - Naturdenkmal Herrgottslärche oder Zachlärche (Sp 21, Kärnten) - Naturdenkmal Hofrat-Breiteneder-Fichte (NDM00242) im Oberpinzgau bei Krimml (Salzburg) - Naturdenkmal Kratzenberg-See (NDM00123) im Hollersbachtal (Salzburg, Kernzone) - Naturdenkmal Moore bei der Essener-Rostocker Hütte (ND 7 30), nahe Essener-Rostocker Hütte (Tirol) - Naturdenkmal Oberer Rotgüldensee (NDM00157) im Lungau bei Muhr (Salzburg) - Naturdenkmal Oberer Schwarz-See (NDM00139) im Lungau bei Muhr (Salzburg) - Naturdenkmal Seebachfall (NDM00204) im Obersulzbachtal (Salzburg) - Naturdenkmal Untersulzbachfall (NDM00156) im Untersulzbachtal (Salzburg) - Naturdenkmal Wasserfälle im Umbaltal (ND 7 37) bei Prägraten (Tirol) - Naturdenkmal Wasserfall Jungfernsprung (Sp 25) (Kärnten) | Angrenzend als weitere Pufferung und Schutzgebietsverbund liegen (im Uhrzeigersinn): - Ruhegebiet Zillertaler und Tuxer Hauptkamm (RG 9 51) im hinteren Zillertal (Tirol) - Landschaftsschutzgebiet Oberpinzgauer Nationalpark-Vorfeld (LSG00044) um Krimml, Neukirchen, Wald i.P. (Salzburg) - Landschaftsschutzgebiet Felbertal Ammertal Dorferöd (LSG00031, Salzburg) - Naturdenkmal Hintersee (NDM00021) im Felbertal (Salzburg, im LSG) - Geschützter Landschaftsteil Gaulmösl im Stubachtal (GLT00124, Salzburg, nicht direkt angrenzend) - Ramsargebiet Rotmoos bzw. FFH- und Naturschutzgebiet Rotmoos-Käfertal (58 ha; Nr. 719 resp. 177 ha; GGB AT3214000/ESG 00001/NSG00022) im Fuscher Tal (Salzburg) - Landschaftsschutzgebiet Großglockner Hochalpenstraße (LSG00057) im Fuscher Tal (Salzburg, schließt dort die Lücke des NP) - Landschaftsschutzgebiet Gasteinertal (LSG00029, Salzburg) - Landschaftsschutzgebiet Hüttschlager Talschlüsse (LSG00032, Salzburg) - Landschaftsschutzgebiet Lantschfeld, Oberes Zederhaustal, Oberes Murtal (LSG00036) bei Muhr, Tweng und Zederhaus (Salzburg) - Naturschutzgebiet Wurten (NSG.039, Westteil und Ostteil) bei Flattach (Kärnten) - Naturschutzgebiet Kleinfragant (NSG.036) bei Flattach (Kärnten) - Naturpark/Regionalpark und Natura-2000-Gebiet Rieserferner-Ahrn (GGB/BGS IT3110017/RPK o.Nr.) im Ahrntal (Südtirol) In diesen Gebieten liegen im Umfeld des Nationalparks zahlreiche weitere Naturdenkmäler. |

## Der Nationalpark
Der Nationalpark Hohe Tauern ist, wie das Nationalpark-Konzept es beabsichtigt, für jedermann frei zugänglich: Verbotstafeln wird man nicht finden – im Vertrauen darauf, dass Natur und deren Schutz im Verantwortungsbewusstsein jedes Einzelnen verankert sind.
Die Verwaltungen bieten ein reiches Exkursions- und Erlebnisangebot inmitten der Natur der Hohen Tauern, sowohl, um Sinn und Zweck dieses Parks darzustellen, als auch den Umweltschutzgedanken als Ganzes darzustellen. Es werden unter anderem Naturführungen, Spezialexkursionen, Trekkingtouren, Schneeschuhwanderungen, Vorträge, Besucherzentren und Ausstellungen geboten.

### Geschichte
Die Bestrebungen, den Hochalpenraum um den Großglockner unter besonderen Schutz zu stellen, reichen in die Jahre vor 1910 zurück. Die Gesellschaft für Naturfreunde „Kosmos“, der Dürerbund und der österreichische Reichsbund für Vogelkunde und Vogelschutz riefen zur Gründung von Naturschutzparken auf. Der Verein Naturschutzpark mit Sitz in Stuttgart wurde 1909 in München gegründet und war beim Kosmos-Verlag in Stuttgart angesiedelt. Er setzte es sich vor allem zur Aufgabe, vier typische und ursprüngliche Landschaften zwischen dem Meer und den Alpen durch die Gründung von vier Nationalparken zu sichern, einem großräumigen Schutzgebiet Wattenmeer, einem ebensolchen Schutzgebiet Lüneburger Heide, einem großen Schutzgebiet Bayerischer Wald und einen Alpennaturschutzpark in den Hohen Tauern. Zuerst waren in den Alpen dabei Flächen in den Niederen Tauern vorgesehen, deren Kauf aber an hohen Forderungen der dortigen Grundbesitzer scheiterte. Der Fünfjahres-Pachtvertrag vom 1. Januar 1912, der 40 ha Wald von Charles Henry Graf von Bardeau in der Gemeinde Schladming betraf, wurde nicht verlängert. Gemeinsam mit dem Wiener Hochschulprofessor Adolf Ritter von Guttenberg und dem Salzburger Rechtsanwalt und zeitweiligen Landeshauptmann-Stellvertreter August Prinzinger konnten auf Anraten Prinzingers vom Verein Naturschutzpark ab 1913 11 km² im Salzburger Stubachtal und dem Amertal angekauft werden. Weitere vorgesehene Ankäufe verhinderten der Erste Weltkrieg und die folgende Weltwirtschaftskrise, eine langfristige Pacht angrenzender Gebiete im Eigentum der Bundesforste war vor dem Ersten Weltkrieg unmittelbar vor dem Abschluss gestanden. 1918 folgte der Deutsch-Österreichische Alpenverein mit Ankäufen in Kärnten und später in Tirol, im Glockner- und Venedigergebiet. 1918 schenkte der Großgrundbesitzer Albert Wirth dem Alpenverein ein Gebiet von über 4.000 Hektar in der Glocknergruppe inklusive Österreichs höchstem Berg (Großglockner) und größtem Gletscher (Pasterze) unter der Bedingung, dass „das gewidmete Großglocknergebiet als Naturschutzpark der Zukunft erhalten bliebe“. 1919 wurde ein Teil der Hohen Tauern vom Land Salzburg vorerst als Pflanzenschutzgebiet ausgewiesen. Gleichzeitig übernahm Heinrich Medicus (Salzburg) die Präsidentschaft für den österreichischen Anteil des Naturschutzpark-Vereines. Ein erster Entwurf eines Naturschutzgebietes Nationalpark Hohe Tauern stammt aus dem Jahr 1939, nachdem schon Jahre vorher die Errichtung eines Tauernparkes vielfacht diskutiert worden war. 1929 hatte anderseits der Salzburger Landtag beschlossen, eine Studiengesellschaft zu gründen, die ein Projekt prüfen sollte, das die Ableitung und energetische Nutzung aller Tauernbäche über insgesamt 1000 km Hangkanälen vorsah. Zwei Stauwerke sollten im Kaprunertal entstehen (Mooserboden, Orglerboden), eine dritte riesige Stufe bei St. Johann im Pongau. Der Verein Naturschutzpark stellte damals fest, „dass unser Alpenpark durch das Tauernprojekt vernichtet wird und alle unsere Arbeit umsonst geleistet, das viele Geld vergebens aufgewendet wird.“ Heinrich Medicus berichtete als damaliger österr. Präsident des Vereins Naturschutzparke im Juli 1929 aber auch, dass dieser Plan in der österreichischen Bevölkerung auf massiven Widerstand stößt und nur die Arbeiterkammer den Plan unterstützt. Zwar waren von den folgenden konkreten Wasserkraftwerksplanungen die Flächen des Vereines noch nicht unmittelbar betroffen, die Unberührtheit des Tales war aber schon mit dem für die Kraftwerksarbeiten erforderlichen Straßenbau durch den dortigen Wiegenwald verloren. Um einer Enteignung zu entgehen, musste der Verein 1940 einwilligen, die Flächen im Stubachtal gegen ähnliche Ersatzflächen im Oberen und Unteren Sulzbachtal zu tauschen. 1942 wurden als Vorarbeit für den Nationalpark Salzburger Gebiete der Hohen Tauern nach dem Reichsnaturschutzgesetz als alpines Landschaftsschutzgebiet geschützt. 1951 widmete der Österreichische Naturschutzbund dem Nationalpark eine Denkschrift. Der Naturschutzbund verwaltete von 1948 bis 1955 auch den Grundbesitz des Vereines Naturschutzpark in den Alpen, der als deutsches Eigentum zuvor von den Siegermächten beschlagnahmt war. 1953 setzte sich auch der Österreichische Alpenverein vehement für einen Alpennationalpark ein. 1958 erklärte das Land Salzburg das Wildgerlostal, das Krimmler Achental, Ober- und Untersulzbachtal, sowie Habachtal, Felbertal, Amertaler Öd und Dorfer Öd zu Landschaftsschutzgebieten. Das Land Kärnten stellte 1964 ihrerseits die Schobergruppe und 1967 den Großglockner mit Pasterze und Gamsgrube unter Landschaftsschutz.
Nach dem Europäischen Naturschutzjahr 1970 trafen die Bundesländer Kärnten, Salzburg und Tirol am 21. Oktober 1971 die Heiligenbluter Vereinbarung zur Errichtung eines Nationalparkes. Kärnten erklärte 1981, Salzburg 1983 Teilgebiete zum Nationalpark.
Der Osttiroler Teil war vor allem wegen Kraftwerkprojekten unter Einschluss der Umbalfälle und des Kalser Dorfertals umstritten, er wurde erst 1991 in den Nationalpark einbezogen.
In der Dreiländervereinbarung von 1994 wurde dann die „Zusammenarbeit in Angelegenheiten des Schutzes und der Förderung des Nationalparks Hohe Tauern“ festgeschrieben.
Die Erweiterungen verliefen folgendermaßen:
- 1981: 186 km² Glockner- und Schobergruppe in Kärnten
- 1983: 667 km² Reichenspitz-, Venediger-, Granatspitz-, Glockner- und Goldberggruppe in Salzburg[23]
- 1986: 186 km² Ankogelgruppe in Kärnten[28]
- 1991: 137 km² Ankogelgruppe in Salzburg
- 1992: 610 km² Lasörling-, Rieserferner-, Venediger-, Granatspitz-, Glockner- und Schobergruppe in Tirol[25][29]
- 2011: 021 km² Großes und Kleines Fleißtal in Kärnten

Damit sind vom ursprünglich vorgesehenen Parkgebiet rund 53 % in Kärnten, 70 % in Salzburg und rund 86 % in Osttirol in den größten Nationalpark Österreichs integriert.
Am 11. Februar 2003 wurde der Park bei der UNESCO-Welterbekommission eingereicht, wo er in der Kategorie natural (Naturerbe) in der tentativ list eingetragen ist, nach den Kriterien VII–X („enthält überragende Naturschauspiele, außergewöhnliche Beispiele der Erdgeschichte, außergewöhnliche Beispiele ökologischer Prozesse, und höchst bedeutende Lebensräume“).
2001 wurde der Kärntner Anteil des Nationalparks von der Weltnaturschutzunion (Kategorie II) anerkannt, 2006 folgten die Tiroler und Salzburger Anteile. Diese hat in ihren Kriterien auch die Bedingung, dass drei Viertel der Fläche unbewirtschaftet sein müssen, was hier im uralten Hochgebirgskulturland mit dem umfassenden bäuerlichen Besitz nicht zutraf. Daher waren umfangreiche Stilllegungsprogramme notwendig gewesen. Außerdem änderte der Aufbau der Nationalparkzentren und umfassenderen Besucherlenkung die Meinung des IUCN, die den Bildungsauftrag wichtig nimmt. Bis dahin war der Nationalpark, wie Österreichs Bergwelt insgesamt, eher auf Basis des freien Raumes für Alpinisten organisiert. Bei der Verleihung der Urkunde betonte die IUCN dann aber die gelungene Verbindung von Natur- und Kulturraum.
2016 stieg der Pionier, der Verein Naturschutzpark, aus dem Park aus und übergab seine Gründe dem Land Salzburg.

### Verwaltung
Die drei Landesverwaltungen sind:
- Nationalparkverwaltung Kärnten in Großkirchheim ⊙
- Nationalparkverwaltung Tirol, Sekretariat des Nationalparkrates im Nationalparkhaus Matrei i. O. ⊙
- Nationalparkverwaltung Salzburg im Nationalparkzentrum Mittersill ⊙

### Bildungseinrichtungen
In einem Nationalpark spielt die Bildung neben der Besucherlenkung eine große Rolle. Hierzu organisiert die Nationalpark-Akademie Hohe Tauern Veranstaltungen wie Seminare, Workshops und Tagungen für Erwachsene. Diese dienen beispielsweise zur internen Ausbildung der Nationalparkranger, Weiterbildung von Lehrpersonen, Information und Diskussionsplattform für Jäger und Naturschützer.
Im Nationalpark Hohe Tauern gibt es hierzu in jedem der beteiligten Bundesländer Einrichtungen, in denen die Besucher von Nationalparkrangern geleitet werden.
Weiters gibt es Informationsbüros bzw. Ausstellungen in verschiedenen Bundesländern:

#### Kärnten
Besucherzentrum Mallnitz (Mallnitz ⊙)

#### Salzburg
Nationalparkwelten (Mittersill ⊙), Science Center Nationalpark Hohe Tauern (Mittersill ⊙), Nationalparkwerkstatt Klausnerhaus (Hollersbach ⊙), Haus Könige der Lüfte (Rauris ⊙)
Als Beispiel in Salzburg kann die Erlebnisausstellung in Mittersill genannt werden. Dies Gebäude wurde 2007 errichtet und hat zur Ausstellung ein Gastronomiebereich als Besucherzentrum in Mittersill. Nach mehrmonatigem Umbau an Bauwerk und Ausstellung eröffnete das Nationalparkzentrum neu am 7. Mai 2024 mit Interaktivität, neuen Medien und Aquarellen von Pflanzen von Mariloise Jordan.

Rundgang durch das Informationszentrum Nationalparkwelten (Mittersill)
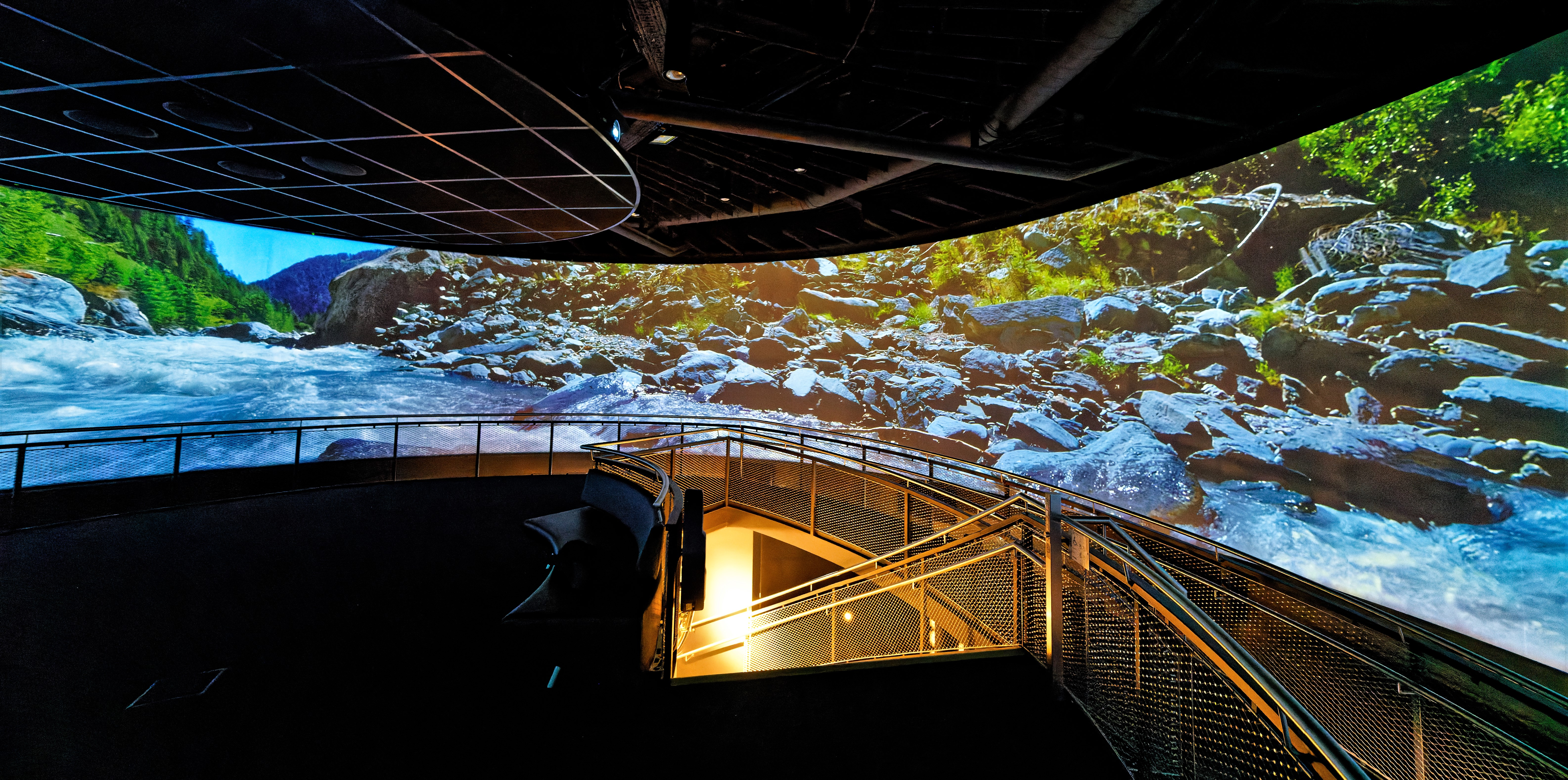
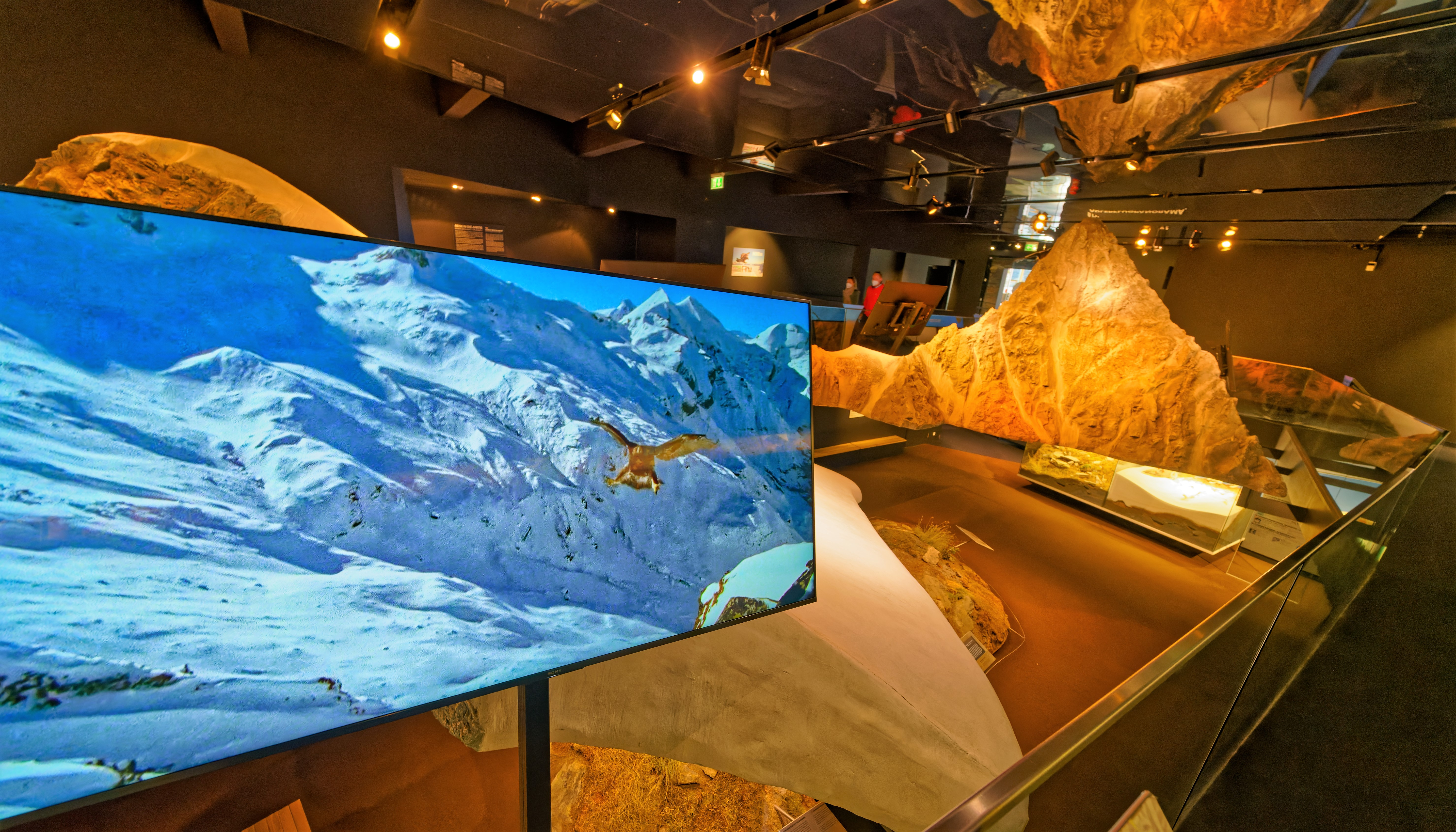
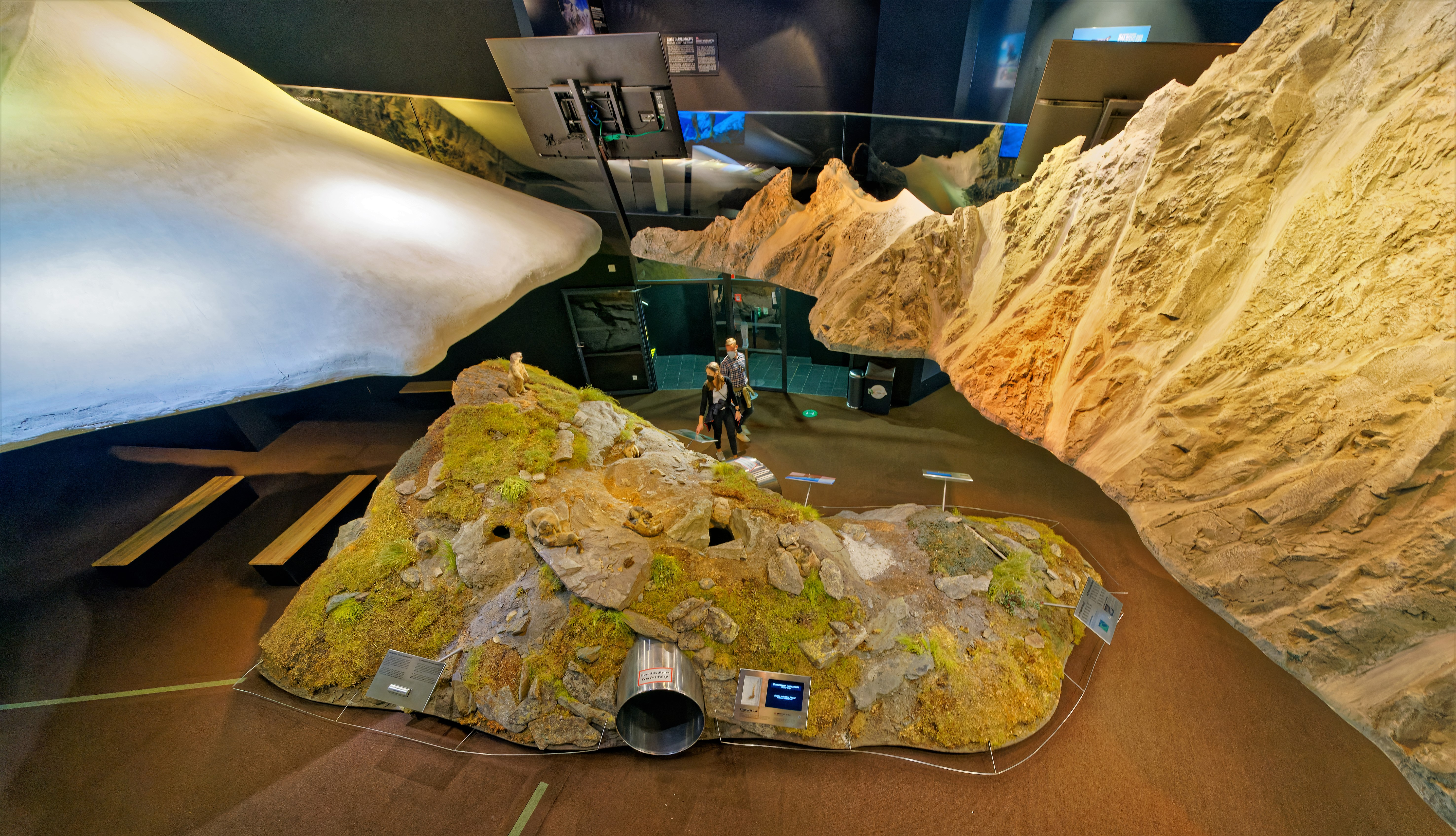
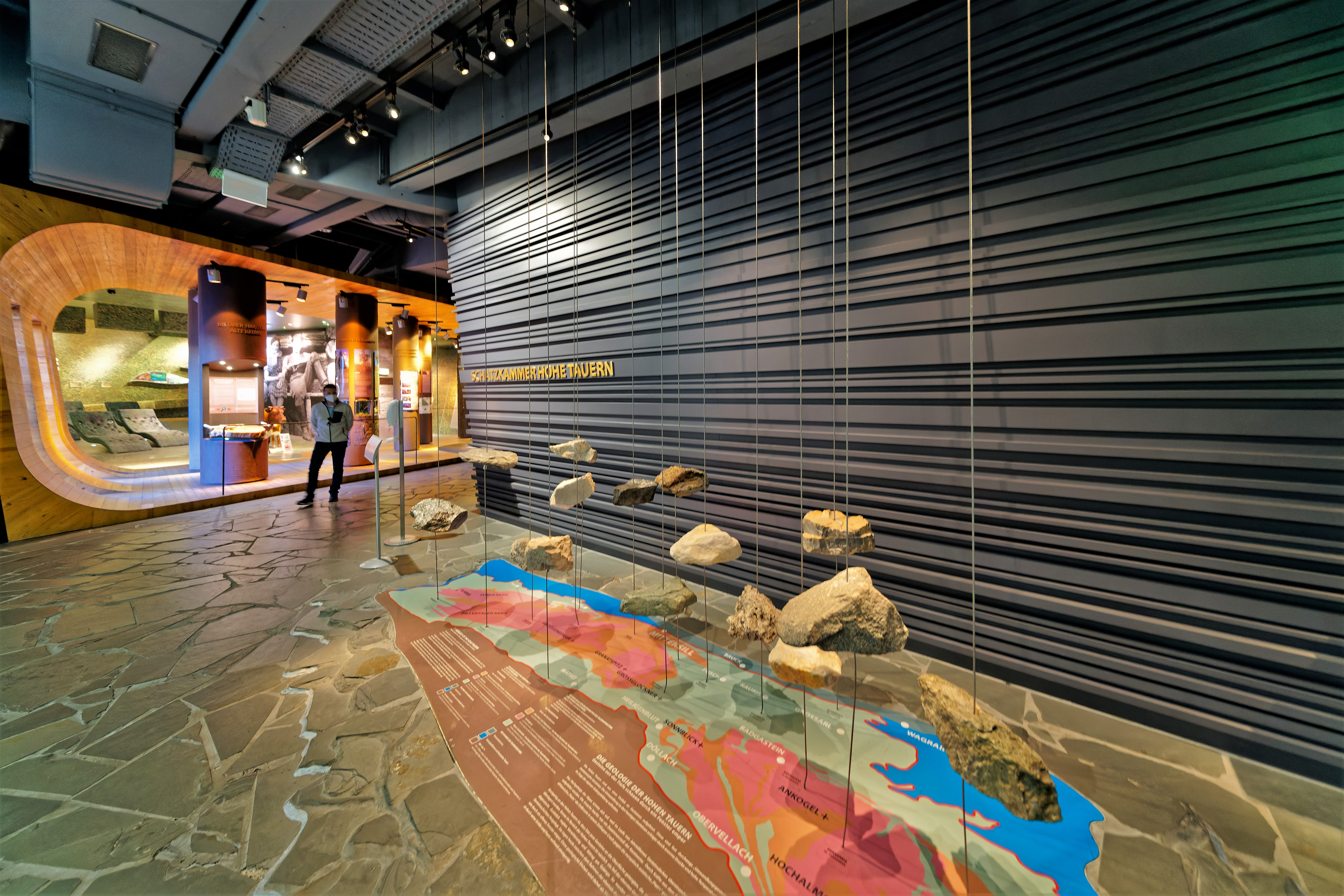
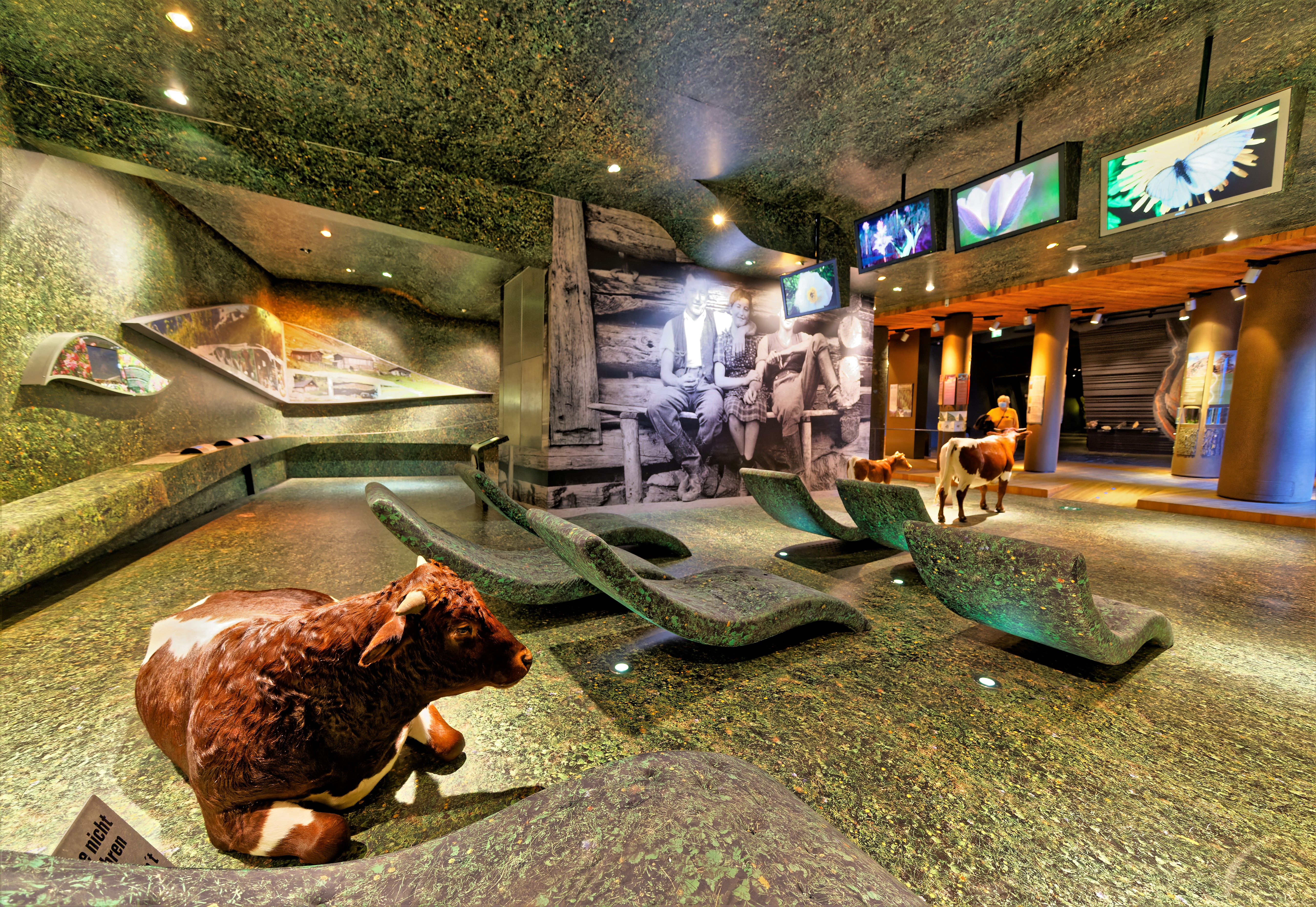

#### Tirol
Nationalparkhaus (Matrei in Osttirol ⊙) und Kesslerstadel (Matrei ⊙), Haus des Wassers (St. Jakob in Defereggen ⊙)

### Wissenschaft und Forschung
Eine grundlegende Aufgabe eines Nationalparks ist die wissenschaftliche Erfassung und Auswertung des geschützten Gebietes, eine weitere die Erforschung der Auswirkungen von Veränderungen durch Klimawandel, Aussterben/Verdrängen und Einwandern von Tieren und Pflanzen sowie die Einflüsse des Menschen.

#### Verfassen von Literatur
Dokumentationen zu Vorkommen und Ökologie von Pflanzen, Tieren und Kulturgütern sind ein wesentlicher Beitrag zur Wissenschaft.
- Zum Nationalpark Hohe Tauern gibt es wissenschaftliche Schriften der schwarzen Reihe zu den Themen Pflanzenwelt, Tierwelt (Wirbeltiere), Geologie, Almen, Gewässer und Schmetterlinge.
- Die Serie Wissenschaftliche Mitteilungen aus dem Nationalpark Hohe Tauern (1993–2001) beschreibt beispielsweise die Klimageschichte der Hohen Tauern und gibt einen bibliographischen Überblick.

#### Wiederansiedelungsprojekte und Monitoring

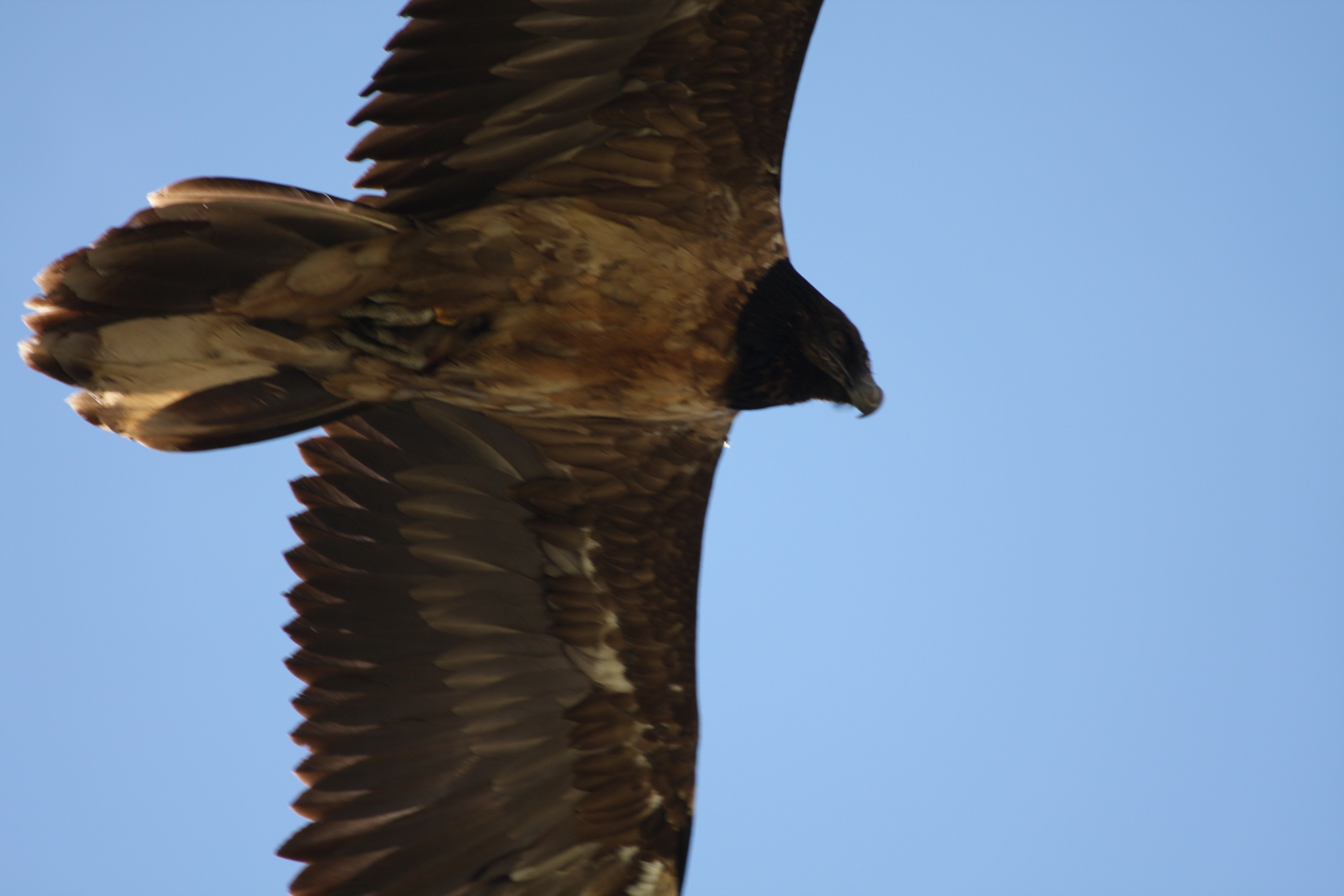
Bartgeier im Flug beim Niedersachsenhaus

- Der Bartgeier wird seit 1986 im Rahmen eines alpenweiten Projektes in den Hohen Tauern wieder angesiedelt.
- Die Urforelle (heimische donaustämmige Bachforelle) wird erfolgreich in den Gebirgsbächen des Nationalparks Hohe Tauern besetzt.
- Durch Besenderung wird das Wanderverhalten des Alpensteinbocks studiert.
- Das Steinadler-Monitoring bringt seit 2003 Erkenntnisse über Bestand, Lebensweise und Ernährungsgewohnheiten sowie den Bruterfolg dieser Greifvögel.

### Problemfelder

#### Luftraum
Der untere Luftraum über dem Nationalpark ist für Hubschrauberflüge gesperrt. Ausnahmen gibt es für die Flugrettung, was in den jeweiligen Landesgesetzen festgeschrieben ist. Allerdings bestehen auf Osttiroler Seite Schwierigkeiten für die Flugrettung, da sich die Erlaubnis hier rein auf Einsatzflüge beschränkt, Übungsflüge, wie sie aber die Bergrettung auf Grund der schwierigen Bedingungen benötigt, untersagt sind. Diese Einschränkung betrifft auch das Bundesheer.

#### Jagdhütten
Am ohne Bewilligung 2021 errichteten Neubau einer Jagdhütte in der Kernzone des Nationalparks entzündete sich eine Kontroverse. Ein Foto, aufgenommen von einem Leichtflugzeug, das außerhalb der Kernzone geflogen wurde, zeigt, dass sie etwa 15 m neben einer älteren, deutlich kleineren Jagdhütte steht. Der Bau- und Jagdherr, ÖVP-Gemeindepolitiker aus Gastein und Hotelier sieht keine Bewilligungspflicht für die Jagdhütte. Naturschutzlandesrätin Daniela Gutschi, ebenfalls ÖVP, sieht einen Jagdsitz mit Notunterkünften, der gebraucht wird.
Laut Einheimischen weist die neue der Holzhütten zwei Betten auf. Das Ensemble steht bei zwei bei Gamswild beliebten Seen im Bereich Wasiger Kopf (2.350 m), vorgelagert dem Schareck (3.123 m) hoch über Sportgastein und dem Gasteiner Nassfeld.
Karin Dollinger, Naturschutzsprecherin der SPÖ im Salzburger Landtag sieht eine Bewilligungspflicht vor dem Bau. Nationalparkdirektor Wolfgang Urban will mit einem Sachverständigen die Sach- und Rechtslage prüfen, ebenso die Salzburger Landesumweltanwältin Gishild Schaufler.

## Filmographie
- Der Schatz der Hohen Tauern.(Alternativtitel: Hohe Tauern Nationalpark.) Dokumentarfilm, Österreich, 2008, 47 Min., Buch und Regie: Franz Hafner, Produktion: Interspot Film, ORF Universum, Reihe: Unsere Alpen, Inhaltsangabe von ORF, Inhaltsangabe von ARD.